# Mường Lay
Mường Lay là một thị xã thuộc tỉnh Điện Biên, Việt Nam.
Thị xã Mường Lay trước đây có tên là thị xã Lai Châu và từng là tỉnh lỵ của tỉnh Lai Châu cũ giai đoạn 1962–1992.

## Địa lý
Thị xã Mường Lay nằm ở phía bắc tỉnh Điện Biên, cách thành phố Điện Biên Phủ 103 km về phía bắc, cách trung tâm thủ đô Hà Nội 576 km về phía tây bắc, có vị trí địa lý:
- Phía bắc giáp huyện Nậm Nhùn và huyện Sìn Hồ, tỉnh Lai Châu qua sông Đà
- Các phía còn lại giáp huyện Mường Chà.

Thị xã Mường Lay có diện tích 112,67 km², dân số năm 2022 là 11.618 người, mật độ dân số đạt 103 người/km².
Mường Lay là thị xã có dân số thấp nhất và cũng là thị xã có số phường, xã ít nhất ở Việt Nam hiện nay.
Thị xã Mường Lay nằm trong một thung lũng hẹp, dài, nơi giao cắt của sông Đà, sông Nậm Na và sông Nậm Lay. Đất đai thị xã phân bố dọc hai bên bờ suối Nậm Lay, nay là một phần của hồ thủy điện Sơn La.
Hiện nay hầu hết vùng thấp của thị xã Mường Lay nằm dưới lòng hồ thủy điện Sơn La. Hồ có diện tích khoảng 50 km² và kéo dài hàng chục km.

## Hành chính
Thị xã Mường Lay có 3 đơn vị hành chính cấp xã trực thuộc, bao gồm 2 phường: Na Lay, Sông Đà và xã Lay Nưa.
| \| Phường (2) \| \| \| \| \| \| Na Lay \| 22,88 \| 5.239 \| 228 \| 6 TDP, 10 bản \| \| Sông Đà \| 29,33 \| 1.003 \| 34 \| 5 TDP, 1 bản \| \| Xã (1) \| \| \| \| \| \| Lay Nưa \| 60,46 \| 5.376 \| 88 \| 16 thôn, bản \| |                 |                |                    |               |
| Nguồn: Niên giám thống kê tỉnh Điện Biên năm 2022:28 |                 |                |                    |               |
| Tên | Diện tích (km²) | Dân số (người) | Mật độ (người/km²) | Hành chính    |
| Phường (2) |                 |                |                    |               |
| Na Lay | 22,88           | 5.239          | 228                | 6 TDP, 10 bản |
| Sông Đà | 29,33           | 1.003          | 34                 | 5 TDP, 1 bản  |
| Xã (1) |                 |                |                    |               |
| Lay Nưa | 60,46           | 5.376          | 88                 | 16 thôn, bản  |

## Lịch sử
Mường Lay là trung tâm của xứ Lai hay Lai Châu cũ và là thủ phủ của Khu tự trị Thái từ năm 1948 đến năm 1954. Sau khi tỉnh Lai Châu được tái lập vào năm 1962, Mường Lay trở thành trung tâm chính trị, kinh tế, văn hóa của tỉnh.
Ngày 28 tháng 8 năm 1964, Ủy ban hành chính tỉnh Lai Châu ra Quyết định số 664/TCCB về việc chuyển thị trấn Mường Lay của huyện Mường Lay trực thuộc tỉnh quản lý. Đến ngày 2 tháng 9 năm 1964, thị trấn Mường Lay được đổi tên thành thị trấn Lai Châu.
Năm 1967, để phục vụ giao thông từ cửa khẩu Ma Lù Thàng về xuôi, cầu Hang Tôm được xây dựng bắc qua đoạn Sông Đà ở phía đông thị trấn. Công trình xây dựng cầu có sự hỗ trợ của chuyên gia và công nhân Trung Quốc. Khi Trung Quốc xảy ra cách mạng văn hóa năm 1968, các chuyên gia và công nhân của họ cũng được rút về nước. Khi khánh thành năm 1973, chiếc cầu trở thành cầu treo dây văng lớn nhất Việt Nam và Đông Nam Á khi đó. Lễ khánh thành cầu trở thành một sự kiện trọng đại thu hút hàng ngàn người dân ở các vùng lân cận về xem.
Ngày 8 tháng 10 năm 1971, Hội đồng Chính phủ ra Quyết định số 189-CP về thành lập thị xã Lai Châu thuộc tỉnh Lai Châu. Theo đó, thành lập thị xã Lai Châu trên cơ sở sáp nhập thị trấn Lai Châu trực thuộc tỉnh; xã Lay Cang (trừ bản Pháy Mảy sáp nhập vào xã Sá Tổng), xã Lay Tở (trừ bản Nậm Ty sáp nhập vào xã Nậm Hàng) và bản Nậm Cản (xã Lay Nưa) thuộc huyện Mường Lay.
Trước năm 1990, thị xã Lai Châu khi đó có số dân lên đến 80.000 người. Khu dân cư tập trung tại khu vực Đồi Cao, Bản Xá, khu vực Nậm Cản kéo dài đến thị trấn Mường Lay. Sau trận lũ quét kinh hoàng vào mùa mưa năm 1990, toàn bộ khu vực hai bên bờ suối bị lũ quét tàn phá làm trôi cầu Sắt và hầu hết chợ, bến xe cũng như các công trình hạ tầng khác.
Ngày 18 tháng 4 năm 1992, tỉnh lỵ tỉnh Lai Châu được chuyển về thị xã Điện Biên Phủ mới thành lập (nay là thành phố Điện Biên Phủ). Sau khi tỉnh Lai Châu chuyển các cơ quan hành chính, Đảng bộ tỉnh về Điện Biên Phủ thì dân cư đã chuyển đi gần hết, chỉ còn dân bản xứ và một số ít người Kinh, Hoa, Hà Nhì và Dao còn sinh sống ở đó.
Đến năm 2003, thị xã Lai Châu có 3 đơn vị hành chính trực thuộc, gồm 3 phường: Lê Lợi, Na Lay và Sông Đà.
Ngày 26 tháng 11 năm 2003, Quốc hội ban hành Nghị quyết số 22/2003/QH11 chia tỉnh Lai Châu thành hai tỉnh Lai Châu (mới) và Điện Biên. Theo đó, phần lớn thị xã Lai Châu thuộc tỉnh Điện Biên, riêng phường Lê Lợi thuộc địa giới hành chính tỉnh Lai Châu mới.
Ngày 2 tháng 1 năm 2004, Chính phủ ban hành Nghị định số 01/2004/NĐ-CP. Theo đó, giải thể phường Lê Lợi để thành lập xã Lê Lợi và sáp nhập xã Lê Lợi vào huyện Sìn Hồ (nay xã Lê Lợi thuộc huyện Nậm Nhùn).
Sau khi điều chỉnh địa giới hành chính, thị xã Lai Châu còn lại 5.236 ha diện tích tự nhiên và 9.279 người với 2 phường trực thuộc.
Ngày 2 tháng 3 năm 2005, Chính phủ ban hành Nghị định số 25/2005/NĐ-CP. Theo đó:
- Chuyển xã Lay Nưa thuộc huyện Mường Lay về thị xã Lai Châu quản lý
- Đổi tên thị xã Lai Châu thành thị xã Mường Lay
- Đổi tên huyện Mường Lay thành huyện Mường Chà.

Sau khi điều chỉnh địa giới hành chính, thị xã Mường Lay có 11.403,50 ha diện tích tự nhiên và 14.379 người với 3 đơn vị hành chính trực thuộc, gồm 2 phường và 1 xã.
Năm 2010, để phục vụ tích nước hồ thủy điện Sơn La, thị xã thực hiện một chương trình di dân lớn nhất trong lịch sử. Theo quy hoạch lòng hồ thủy điện, gần như toàn bộ dân cư thị xã, bao gồm nhiều công trình công cộng sẽ nằm dưới lòng hồ. Vì vậy, 84% số hộ dân của thị xã nằm dưới mực nước lòng hồ, thị xã đã tiến hành san ủi các khu đồi dọc bờ Nậm Lay để bố trí các khu tái định cư mới.

## Giao thông
Thị xã là điểm cuối của quốc lộ 6 từ Hà Nội qua Hòa Bình, Mộc Châu, Sơn La, Tuần Giáo.
Là điểm giữa của quốc lộ 12 nối thành phố Điện Biên Phủ và thành phố Lai Châu với chiều dài khoảng 200 km.
Ngoài ra, đây còn là nơi bắt đầu của con đường đi huyện Mường Tè. Con đường này đã được nâng cấp tránh lòng hồ thủy điện Sơn La và là con đường tới công trình thủy điện Lai Châu, bậc thang thủy điện thứ ba trên dòng sông Đà với công suất 1.200 MW.
Sau khi có hồ thủy điện Sơn La, nhiều cây cầu bê tông vĩnh cửu đã được xây dựng, nối liền các khu vực của thị xã lại với nhau. Đêm đêm, dưới ánh điện lung linh, đứng trên cầu nhìn cảnh phố phường mới với những tòa nhà cao đẹp soi bóng xuống lòng hồ mới thấy sức sống tràn đầy của một thị xã đang vươn mình, trỗi dậy.